# Sönke E. Schulz
Sönke E. Schulz (* 23. Juni 1980 in Stade) ist ein deutscher Rechtswissenschaftler und Geschäftsführer des Schleswig-Holsteinischen Landkreistags.

## Leben
Nach dem Abitur am Athenaeum in Stade 1999 und dem Wehrdienst bei der Marine begann Schulz 2000 ein Studium der Rechts- und Politikwissenschaften an der Christian-Albrechts-Universität zu Kiel, das er 2005 mit dem Ersten Juristischen Staatsexamen beendete. Anschließend war er Doktorand beim Bundesminister a. D. Edzard Schmidt-Jortzig und Promotionsstipendiat des Landes Schleswig-Holstein. Es folgte 2008 die Promotion zum Dr. iur. mit dem Thema Änderungsfeste Grundrechte in Kiel.
Von 2005 bis 2006 war Schulz beim Finanzministerium Schleswig-Holstein angestellt und arbeitete in der Projektgruppe Verwaltungsmodernisierung und Entbürokratisierung. Dem folgte das Rechtsreferendariat im Landgerichtsbezirk Kiel. Seit 2005 war er außerdem als Dozent für das Repetitorium Hemmer tätig.
Nach erfolgreichem Abschluss der zweiten juristischen Staatsprüfung, arbeitete er von 2007 bis 2015 als geschäftsführender wissenschaftlicher Mitarbeiter am Lorenz-von-Stein-Institut für Verwaltungswissenschaften.
2015 folgte dann der Wechsel zu PD – Berater der öffentlichen Hand. Hier war er zunächst als Senior Consultant und ab 2016 als Manager tätig. Parallel verblieb er als freier Mitarbeiter im Lorenz-von-Stein-Institut für Verwaltungswissenschaften.
2016 wurde er von der Mitgliederversammlung des Schleswig-Holsteinischer Landkreistages für die Dauer von sechs Jahren zum geschäftsführenden Vorstandsmitglied gewählt. Von der Mitgliederversammlung am 4. März 2022 wurde Schulz einstimmig im Amt bestätigt und für eine weitere achtjährige Amtszeit gewählt.
Schulz ist seit 2018 Vorsitzender des Nationalen E-Government-Kompetenzzentrums (NEGZ).
Im Sommer 2020 wurde er mit der von Utz Schliesky betreuten Schrift „Die Verwaltungsaufgabe – staatliche Aufgabenwahrnehmung im Wandel und deren organisationsrechtliche Abbildung“ von der Rechtswissenschaftlichen Fakultät der Christian-Albrechts-Universität habilitiert. Er erhielt die Lehrbefähigung für Öffentliches Recht und Verwaltungslehre. Er ist als Privatdozent an der Christian-Albrechts-Universität zu Kiel tätig, wo er u. a. Vorlesungen zur Verwaltungslehre, zum Allgemeinen Verwaltungsrecht und zum Kommunalrecht hält.
Schulz ist verheiratet, hat drei Söhne und lebt in Kiel. Er ist verifizierter Wikipedia-Autor.

## Werke (Auswahl)
Schulz Forschungsschwerpunkte liegen im Öffentlichen Recht, speziell dem Kommunalrecht sowie dem Verfassungs- und Verwaltungsrecht. Er publiziert weiterhin zu Fragen der Verwaltungsmodernisierung, zum E-Government und zu Rechtsfragen der Digitalisierung.
- Änderungsfeste Grundrechte – Die grundrechtsrelevante Ausstrahlungswirkung des Art. 79 Abs. 3 GG i.V.m. der Menschenwürdegarantie, dem Menschenrechtsbekenntnis und den Staatsstrukturprinzipien des Art. 20 GG. Peter Lang, Frankfurt 2008, ISBN 978-3631579466.(Dissertation)
- mit Utz Schliesky und Christian Ernst: Aufgabenbestand, Legitimationsbedarf und Entwicklungspotential der Ämter in Schleswig-Holstein. Lorenz-von-Stein-Institut, Kiel 2009, ISBN 978-3936773491.
- mit Christian Ernst: Sicherstellung der demokratischen Legitimation der schleswig-holsteinischen Ämter. Lorenz-von-Stein-Institut, Kiel 2010, ISBN 978-3936773590.
- mit Christian Hoffmann: Der E-POSTBRIEF in der öffentlichen Verwaltung – Einsatzoptionen im Sozial- und Steuerverfahren sowie für Berufsgeheimnisträger. Lorenz-von-Stein-Institut, Kiel 2011, ISBN 978-3936773699.
- mit Utz Schliesky (Hrsg.): Die Erneuerung des arbeitenden Staates. Nomos, Baden-Baden 2012, ISBN 978-3832976828.
- mit Anika D. Luch: Das Recht auf Internet als Grundlage der Online-Grundrechte. Lorenz-von-Stein-Institut, Kiel 2013, ISBN 978-3936773804.
- mit Pino Bosesky: Datenhoheit in der Cloud. Lorenz-von-Stein-Institut, Kiel 2013, ISBN 978-3936773842.
- mit Utz Schliesky: Demokratie im digitalen Zeitalter. Nomos, Baden-Baden 2016, ISBN 978-3848735761.